# Estación de Vallorbe
La estación de Vallorbe es una estación ferroviaria situada en la comuna suiza de Vallorbe, en el Cantón de Vaud. Es la última estación suiza de la línea.

## Historia y situación
La estación de Vallorbe fue abierta en el año 1915, con la inauguración de la línea ferroviaria directa Frasne - Lausana, que enlazaba allí con la línea que continuaba hacia el Túnel de Simplon, inaugurado nueve años antes, ya que la línea Frasne - Lausana tenía como objetivo conectar con este Túnel para una comunicación más directa entre Francia e Italia. Para llegar desde Francia hasta Vallorbe fue preciso realizar un túnel bajo el Mont-d'Or. La línea fue electrificada en 1925.
La estación de Vallorbe es una estación fronteriza franco-suiza, y tiene la peculiaridad de que la electrificación de la catenaria tiene diferentes tensiones en un país respecto al otro, y en esta estación se puede cambiar la tensión de la catenaria de un sistema al otro según la tensión que use el tren que llega a la estación.
De Vallorbe también parte una línea que comunica con Le Brassus, una localidad del Valle del Joux.
Está situada en el noroeste del núcleo urbano de Vallorbe, y cuenta con tres andenes andenes, y la zona de la estación de viajeros consta de 6 vías (El ancho de vía es el ancho internacional/UIC - 1435 mm), aunque existe una gran playa de vías contigua para servir a los trenes de mercancías.

## Servicios
Cuenta con diferentes servicios de larga distancia o de ámbito regional, prestados por SBB-CFF-FFS y SNCF.

### SBB-CFF-FFS
Los servicios prestados por la compañía suiza se basan en trenes regionales o de cercanías:
- S Lausana - Vallorbe. Estos trenes solo prestan servicio en las franjas de mayor demanda de los usuarios, es decir, en las horas punta, de lunes a viernes. No paran en todas las estaciones del trayecto.

- R Vallorbe - Le Brassus. Trenes Regio que conectan Vallorbe con el valle de Joux. Tienen una frecuencia cada hora.

#### RER Vaud
Vallorbe pertenece a la red de cercanías RER Vaud, que constituye un conjunto de líneas de cercanías de alta frecuencia, cuyo epicentro es la estación de Lausana, y que parten hacia las principales comunas del cantón.
Hasta esta estación llega una única línea, la S 2 con destino a Palézieux.
Además, en hora punta circulan algunos trenes especiales ya citados anteriormente.

### SNCF
La SNCF opera únicamente desde Vallorbe trenes TGV Lyria con destino París procedentes de Lausana:
- TGV Lausana - Vallorbe - Frasne - Dole - Dijon -  París. Hay una frecuencia cada dos horas por sentido.